# Мирдальсйёкюдль
Ми́рдальсйёкюдль (исл. Mýrdalsjökull, МФА: ˈmirtalsˌjœːkʏtlо файле) — ледник на юге Исландии. Расположен в 180 км к юго-востоку от Рейкьявика, и в 20 км к востоку от ледника Эйяфьядлайёкюдль.
Высота вершины Мирдальсйёкюдля — 1493 метра; по состоянию на 1980 год площадь ледника занимала около 595 км². Под юго-восточной частью ледника находится активный вулкан Катла с диаметром кальдеры 10 км и периодичностью извержений 40-80 лет.
В 1612 и 1821 годах Катла извергалась вскоре после Эйяфьядлайёкюдля. Последнее извержение Катлы произошло в 1918 году и было наиболее опасным, приведя к обширным наводнениям из-за таяния ледника и увеличению береговой линии на 3 км.
Ближайший посёлок Вик — самая южная деревня в материковой Исландии и самое влажное место в стране.